# Björneborgs grevskap
Björneborgs grevskap var ett svenskt grevskap i Finland.
Grevskapet omfattande Björneborgs stad och kungsgård, egendomar i Ulvsby, Kumo och Vittis samt bland annat laxfisket i Kumo älv, gavs den 26 mars 1651 åt fältmarskalken Gustaf Horn och överfördes efter dennes död 1657 på änkan Sigrid Bielke. Det innehades en kort tid av mågen Nils Bielke, innan det till sin huvuddel indrogs genom reduktionen 1680.